# Накаоме
Накаоме (исп. Nacaome) — город и муниципалитет в южной части Гондураса, административный центр департамента Валье.

## История
Накаоме был основан в 1535 году; получил статус города в 1845 году. В переводе с астекских языков название города можно перевести как «союз двух наций»: Naca означает союз и Ome — две. Это название для данной местности появилось ещё задолго до прихода испанцев и собственно основания города.

## Географическое положение
Расположен в южной части департамента, на берегу реки Накаоме, недалеко от побережья Тихого океана. Абсолютная высота — 28 метров над уровнем моря. Площадь муниципалитета составляет 496,2 км².

## Население
По данным на 2013 год численность населения составляет 18 718 человек.
Динамика численности населения города по годам:
| 1988  | 2001   | 2013   |
| ----- | ------ | ------ |
| 9 800 | 12 972 | 18 718 |